# Stânceni (gmina)
Stânceni – gmina w Rumunii, w okręgu Marusza. Obejmuje miejscowości Ciobotani, Meștera i Stânceni. W 2011 roku liczyła 1450 mieszkańców.